# Colorado
 Ovo je glavno značenje pojma Colorado. Za druga značenja pogledajte Colorado (razdvojba).

## Okruzi (Counties)
Colorado se sastoji od 64 okruga (counties).

## Stanovništvo
U Coloradu živi 4.601.000 stanovnika (Stanje: 2004); 74,5 % bijelci; 17,1 % hispanjolaca (od toga cca. 424 000 (ili) 9,3 % Meksikanaca); 3,8 % crnci i Afro-Amerikanci; 2,2 % Azijati i 1,0 % Indijanci (ca. 27.000). -82 % stanovništva živi u gradovima; postoje 1.658.238 domaćinstva.
Indijanci.- Colorado su nastanjivala plemena Ute Indijanaca (središnje i zapadne dijelove).  Kiowa, Kiowa Apache, Arapaho i Cheyenne lutali su i često ratovali po istočnim predjelima Colorada. Jugoistočni Colorado bijaše dom Jicarilla Apačima.  Bannocki i Sjeverni Šošoni lutali su i lovili njegovim sjeverozapadom.